# ゴリアール

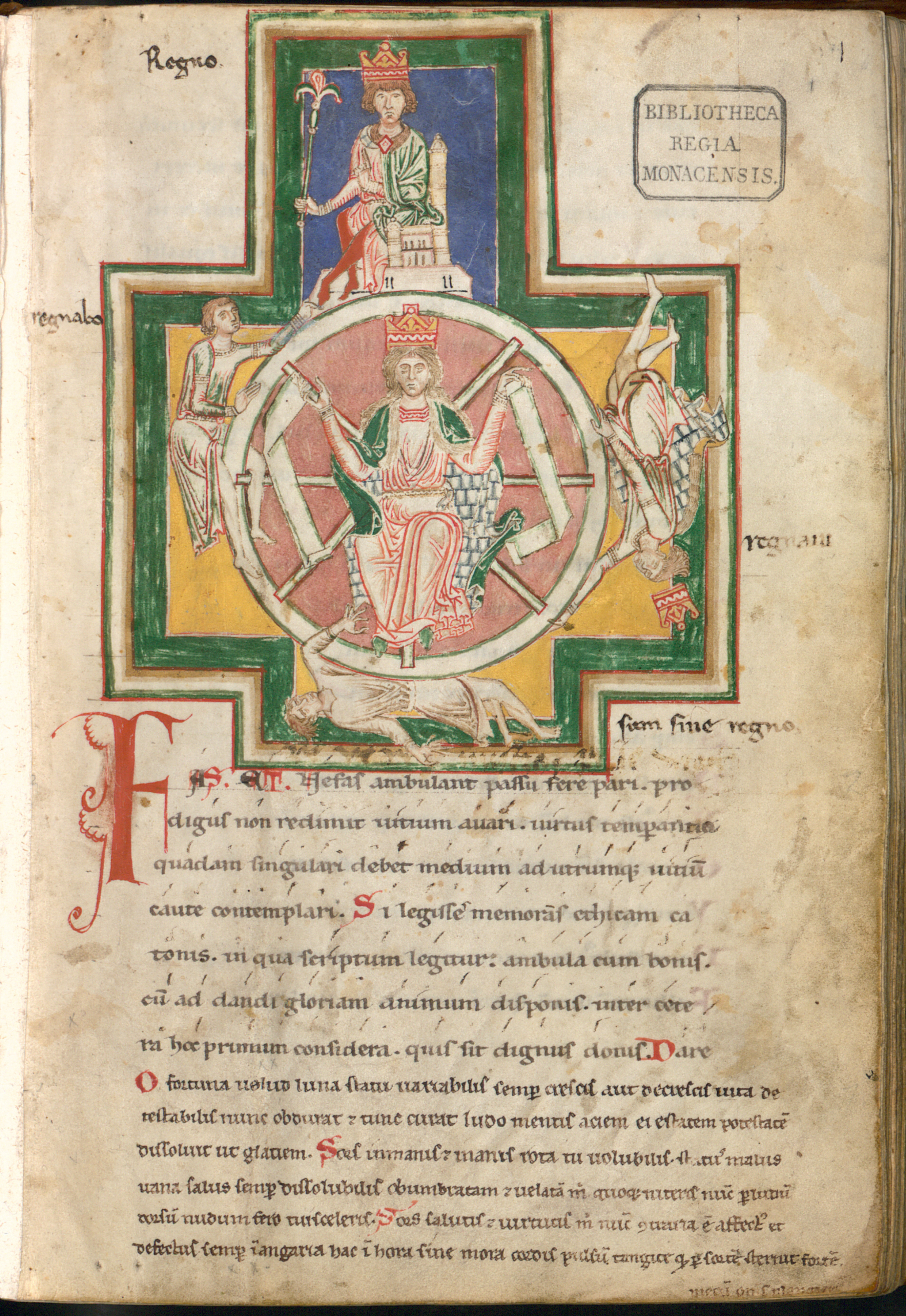
ゴリアールの詩を集めた『カルミナ・ブラーナ』

ゴリアール（ゴリアード、ゴリヤード、ゴリャード、Goliards）は、12世紀と13世紀に酒好きのラテン語風刺詩を書いた聖職者の集団のこと。ゴリアールは主としてフランス、ドイツ、イタリア、イングランドの大学の聖職者の遍歴学生で、たとえば十字軍の失敗、財政上の悪用といった教会内でふくれあがる矛盾に反抗し、それを歌、詩、パフォーマンスで表現した。

## 語源
「ゴリアール」という言葉の由来はよくわからない。単純にラテン語の「gula（大食い）」から来たとも、謎に満ちた「ゴリアス司教（Bishop Golias）」から始まったとも、さらには「ゴリアス」は、『旧約聖書』に出てくるダビデ王と戦った巨人ゴリアテの中世ラテン語形であるともいわれる。研究家の多くは、クレルヴォーのベルナルドゥスとインノケンティウス2世の間の書簡の中で、ピエール・アベラールをゴリアテとして言及していることまで遡り、ゴリアスとアベラールの追随者との関連を信じている。また、「gailliard（ゲイの仲間）」に由来するという研究者もいる。

## 風刺詩
風刺は教会へのあざけりであった。たとえば、サン＝レミ＝ド＝プロヴァンスでゴリアールは行列を組んでミサに行ったが、この時、おのおのが紐につけたニシンを地面に這わせ、前の人のニシンを踏み、自分のニシンは踏まれないようにして遊んだ。ある地域ではロバ賛美というものがあった。これは、ばかげた服を着せられたロバを聖歌隊長が賛美歌を歌う内陣の柵に連れてきて、聖歌隊長が賛美すると、会衆が「Hi Han, Sire Ane, Hi Han（あーと言われた、ロバ陛下が、あーと言われた）」と応唱した。パリ大学はこれに不平を訴えた。「司祭ならびに聖職者が……女性の服を着て聖歌隊席で踊り……猥褻な歌を歌う。ミサ執行司祭がミサを唱えている間、祭壇でブラックプディング（血を大量に使った黒いソーセージ）を食べる。祭壇でさいころ遊びをする。古い靴の靴底から悪臭を発する煙のする香を炊く。恥知らずにも教会のあちこちを走り回り、跳ね回る。そして最後には、ぼろぼろの車を町や劇場で走らせ、俗悪な身振りと下劣で淫らな言葉を持ったその恥ずべき見世物に仲間や見物人の笑いが起きる」。
ゴリアールはミサやラテン語の賛美歌のテキストのような神聖な出典を、自分たちの詩の中で、世俗的かつ風刺的な目的でねじ曲げて使った。ゴリアールの詩の中にはスコラ哲学の隠語もたびたび現れた。風刺的な目的のためか、作者たちがいつも使っているボキャブラリーだったかのどちらかと思われる。風刺はほぼ一様に教会に対して向けられていて、教皇さえも攻撃した。ゴリアールはプロテスト運動であり、その地位から教会の悪弊を非難する手段を表した。
ゴリアールは教会からの懲罰に直面した。1227年、トリーア公会議はゴリアールの合唱礼拝への参加を禁止した。1229年のパリ大学のストライキ（University of Paris strike of 1229）では、ゴリアールは教皇使節（Papal legate）の陰謀に関連した役割を演じた。ゴリアールは多くの公会議の議題であり、中でも1289年には「聖職者はジョングルール、ゴリアール、道化師をすべからず」と定められ、さらに1300年にはケルンでは、ゴリアールは説教または免罪符売買に従事することを禁じられた。「聖職者特権」がゴリアールから完全に取り上げられることもしばしばだった。
『カルミナ・ブラーナ』のラテン語詩の多くはゴリアールのものを含んでいる。あるゴリアール作者には「匿名」の代わりに「アルキポエタ」（Archipoeta）の名前が与えられた。ゴリアールには他に、ピエール・ド・ブロワ（Pierre de Blois）、フィリップ・ゴーティエ・ド・シャティヨン（Philippe Gautier de Châtillon）らがいる。

## 意義
ゴリアールは、より自然なアクセントを基礎にした韻律のラテン語を書いたこと、ラテン語をギリシャ語の韻律に無理矢理一致させることから解放したことで、文学的に意義がある。ゴリアールの文学運動は最終的に、新しい宗教的なラテン語韻文の可能性を生み出した。たとえば、トマソ・ダ・チェラーノ（Tommaso da Celano）の『怒りの日』、トマス・アクィナスの『パンジェ・リングァ』（Pange Lingua）、セクエンツィアなどは、ゴリアールが発展に寄与したラテン語詩の形式で書かれている。
また、「ゴリアール」という言葉はその後も生き延びて、14世紀のフランス文学およびイギリス文学に「ジョングルール」あるいは「放浪のミンストレル」という意味で継承された。元々の聖職者との関連は失われていた。『農夫ピアズ』（Piers Plowman）やジェフリー・チョーサーの中に出てくる。

## 図書案内
- Waddell, Helen, "The Wandering Scholars", 1927.